# Лейтон (Лондон)
Лейтон (англ. Leyton) — місто у Східному Лондоні боро Волтем-форест, Англія. 
Межує з Волтемстоу на півночі, Лейтонстоуном на сході та Стратфордом на півдні, з Клептоном, Гакні-Віком і Гомертоном через річку Лі на заході. 
Терен має ринок Нью-Спіталфілдз-маркет, футбольний клуб Лейтон Орієнт, а також частина Олімпійського парку королеви Єлизавети. 
Місто забудовано будинками, побудованими між 1870 і 1910 роками, які перемежовуються з деякими сучасними житловими масивами та розташовано за 10 км на північний схід від Чарінг-кросс.
Спочатку терен був частиною старовинної парафії Лейтон-Сент-Мері в сотні Беконтрі та частиною історичного графства Ессекс. 
Місто швидко розширилося наприкінці 19 століття, утворивши частину агломерації Лондона та ставши передмістям, подібним до більшої частини південно-західного Ессекса. 
Місто стало частиною столичного поліцейського округу в 1839 році та частиною Лондонського поштового округу з моменту його заснування в 1856 році. Парафія стала міським округом в 1894 році та здобула статус муніципального району в 1926 році. 
В 1965 році його об'єднали з сусідніми муніципальними районами Волтемстоу та Чінгфорд, та утворили Лондонський район Волтем-форест, район місцевого самоврядування Великого Лондона. 

## Транспорт
Через Лейтон прокладено Центральну лінію Лондонського метро, а станція розташована на південному кінці Хай-роуд. 
На Мідланд-роуд розташована станція лінії Gospel Oak — Barking London Overground.
Лейтон обслуговують маршрути 55, 56, 58, 69, 97, 158, 339, W14 і W15, а також нічні автобуси N26 і N205